# Norrköpings centralstation
Norrköpings centralstation, tidigare Norra stationen, är en järnvägsstation längs Södra stambanan, före detta Östra stambanan, i Norrköping. Stationen invigdes den 2 juli 1866 och den ritades av Adolf Wilhelm Edelsvärd i vad han kallade herrgårdsstil. Stationen är statligt byggnadsminne sedan 2001.

## Arkitektur
I samband med bygget av den nya stationen antogs även en ny stadsplan, helt i linje med Edelsvärds tankar. Där slog man fast att det även skulle anläggas en park framför stationen, som ett vackert blickfång för de genomresande. Parken skulle samtidigt fungera som en brandmur. Stationsområdet var en eldfarlig plats, med tåg som spydde ut gnistor och rök och det behövdes ett skydd för närliggande trähus. Detta skydd blev Järnvägsparken, som idag går under namnet Carl Johans park.
Norrköpings centralstation med den intilliggande järnvägsparken är ett gott exempel på svensk järnvägsarkitektur från 1860-talet.